# Clan Macfie

Badge du clan Macfie avec sa devise Pro rege (« Pour le roi »).

Le clan Macfie est un clan écossais. Il est officiellement reconnu par le Court of the Lord Lyon (en) depuis 1981, mais ne possède pas de chef. Il est historiquement lié aux îles de Colonsay et Oronsay, dans les Hébrides intérieures.
D'après l'historien William Forbes Skene, le clan Macfie fait partie du Siol Alpin (en), un groupe de sept clans dont l'ascendance peut être retracée jusqu'à Alpín mac Echdach, le père du premier roi d'Écosse Kenneth mac Alpín. Ses origines sont impossibles à retracer, mais des membres du clan figurent en bonne place parmi les vassaux des Seigneurs des Îles du XIVe siècle au XVIe siècle. Le dernier chef du clan, Malcolm Macfie, est exécuté en 1623 par  (en).